# Tom Dunker
Tom „Tommy“ Dunker (* 26. Juni 1969 in Neumünster; † 4. Juli 2024) war ein deutscher Motorrad-Bahnrennfahrer, der sowohl auf Speedway- als auch auf Grasbahnen und Sandbahnen erfolgreich war.
Er startete bereits mit 17 Jahren in der internationalen Lizenzklasse und wurde 1987 als 18-Jähriger Deutscher Speedwaymeister. Im selben Jahr startete er bereits in der Deutschen Speedway-Nationalmannschaft und nahm erfolgreich an der U21-Speedway-EM/WM 1987 und 1988 teil, bei der er den fünften Platz belegte. 1988 startete Dunker gemeinsam mit Gerd Riss für Deutschland bei der Best Pairs-WM.
Neben Engagements in der deutschen Speedway-Bundesliga und der dänischen Superliga startete Dunker 1991 für das Team von Kolejarz Opole in der polnischen Speedway-Extraliga.
Seinen Karriere-Höhepunkt feierte Dunker 1997 mit dem Gewinn der Langbahn-Weltmeisterschaft. Aufgrund mehrerer Verletzungen musste Dunker im Sommer 1998 seine Karriere abrupt beenden.
Er verstarb im Alter von 55 Jahren am 4. Juli 2024.

## Erfolge
Einzel:
- Langbahn-Weltmeister 1997
- Deutscher Speedway-Meister 1987
- U21-WM-Finalist 1987 und 1988

Team:
- Best Pairs-WM 1988
- Bundesliga: MC Norden
- Polnische Liga: Kolejarz Opole